# Xã Lincoln, Quận Pocahontas, Iowa
Xã Lincoln (tiếng Anh: Lincoln Township) là một xã thuộc quận Pocahontas, tiểu bang Iowa, Hoa Kỳ. Năm 2010, dân số của xã này là 125 người.